# Gefleckter Zwergpanzerwels
Der Gefleckte Zwergpanzerwels (Gastrodermus pauciradiatus, Synonym: Aspidoras pauciradiatus, Corydoras pauciradiatus), auch Zwerg-Schmerlenpanzerwels genannt, ist eine Fischart aus der Familie der Panzer- und Schwielenwelse (Callichthyidae), die im Stromgebiet des oberen Rio Araguaia in Brasilien vorkommt. Die Typuslokalität liegt in der Nähe der Gemeinde Aruanã im Bundesstaat Goiás.
Den Artzusatz pauciradiatus, vom lateinischen paucus (wenige) und radius (Strahl der Sonne, Speiche eines Rades), vergaben die Autoren der Erstbeschreibung in Bezug auf die geringe Anzahl Flossenstrahlen in der Rückenflosse und in den Brustflossen.

## Merkmale
Der Gefleckte Zwergpanzerwels wird nur drei Zentimeter lang. Er ist sandgelb bis olivbraun gefärbt und glänzt golden. Kopf und Körperseiten sind mit zahlreichen, kleinen, meist unregelmäßig angeordneten schwarzen Flecken gemustert, die jedoch auch in Längsreihen angeordnet sein können oder zu kurzen Binden verschmolzen sein können. Ein schwarzes Band erstreckt sich von den Augen zur Schnauzenspitze. Die Flossen sind transparent und schwarz gepunktet. Der untere Abschnitt der Rückenflosse ist schwarz, die Fettflosse hat eine schwarze Binde. Die Flossenstrahlen der Schwanzflosse sind goldgelb, die Flecken auf der Schwanzflosse zu drei bis vier senkrechten Bändern angeordnet. Der Bauch ist hellgelb oder weiß und ungefleckt.
Oberhalb der Körpermittellinie zählt man beim Gefleckten Zwergpanzerwels 23 Knochenplatten, unterhalb sind es 20. Nach Weitzman und Nijssen hat die Art 2 Paare Rictalbarteln (Barteln am Mundwinkel) und 1 Paar Mentalbarteln (Kinnbarteln). Die innere Kante des Brustflossenstachels ist stark gesägt.
- Flossenformel: Dorsale i/7, Anale 7, Pectorale i/7, Ventrale 6.